# Paul Davis (programmeur)
Compléments
Développeur d'Ardour et JACK
Pour les articles homonymes, voir Paul Davis et Davis.
Paul Davis (connu jusqu'en 2001 sous le nom d'usage Paul Barton-Davis) est un programmeur britannique vivant à Berlin, en Allemagne, auteur du logiciel de MAO Ardour et du serveur audio professionnel temps-réel JACK.
Il est également le fondateur de Linux Audio Systems et l'un des deux premiers développeurs du site Amazon.com.

## Distinction reçues
- En 2004, il reçoit le prix open-source de l'OSI pour son travail sur JACK[3]

## Biographie
Après son diplôme summa cum laude de l'Université de Portsmouth (à Portsmouth, Royaume-Uni) en science biomoléculaire, il suit une  career course comme ingénieur logiciel, programmeur système et consultant dans différentes firmes technologiques et instituts et se spécialise dans les environnements UNIX et C/C++.
En 1994, il devient le second employé d'Amazon.com où il développe des éléments essentiels de la librairie en ligne.
En 1996, il déménage à Philadelphie, aux États-Unis
Depuis 1998, il travaille sur les systèmes audio de Linux sur de l'audio et des applications MIDI en se concentrant particulièrement sur les performances temps-réel et des outils pour les studios commerciaux.
Il habite aujourd'hui à Berlin, où il travaille notamment pour L'institut pour la parole et la communication de l'Université technique de Berlin.